# ТОЗ-194

ТОЗ-194 — помпова рушниця розроблена в Росії середині 1990-х років на основі конструкції рушниці ТОЗ-94. Виготовляє рушницю Тульський збройовий завод.

## Конструкція
Ствол рушниці відокремлений, з'єднаний з кришкою коробки і магазином із допомогою хвостовика і муфти ствола. Канал ствола хромований. Затвор ковзає, замикання патрона в патроннику ствола здійснюється затвором за допомогою бойового упору, що входить у вікно хвостовика ствола. Ударно-спусковий механізм змонтований на окремій основі.
Магазин трубчастий, підствольний.
Для стрільби застосовують набої калібру 12/70 мм з неметалевою гільзою.

## Варіанти і модифікації
Рушниця доступна в декількох варіантах:
- ТОЗ-194 — базова модель, довжина ствола — 540 мм, цівка і пістолетна рукоятка виготовлені з чорної пластмаси, прикладу немає.
- ТОЗ-194-01 — відрізняється наявністю змінних дульних насадок, додаткового прикладу і магазина змінної місткості.
- ТОЗ-194м
- ТОЗ-194-01М
- ТОЗ-194-02М — відрізняється наявністю відкидного металевого прикладу.
- ТОЗ-194-03М

## Оператори
- Казахстан — сертифікована як цивільна мисливська зброя[1], використовується приватними охоронними структурами[2]
- Росія — сертифікована як цивільна мисливська зброя